# Pella (Iowa)
Pella ist die größte Stadt (mit dem Status „City“) im Marion County im US-amerikanischen Bundesstaat Iowa. Das U.S. Census Bureau hat bei der Volkszählung 2020 eine Einwohnerzahl von 10.464 ermittelt.

## Geografie
Pella liegt wenige hundert Meter nordöstlich des zum Lake Red Rock aufgestauten Des Moines River, einem rechten Nebenfluss des Mississippi. Dieser bildet rund 160 km östlich die Grenze Iowas zu Illinois; die Grenze zu Missouri verläuft rund 100 km südlich von Pella. Rund 7 km nordöstlich der Stadt verläuft der südliche Quellfluss des Skunk River, der ebenfalls in den Mississippi mündet.
Die geografischen Koordinaten von Pella sind 41°24′29″ nördlicher Breite und 92°54′59″ westlicher Länge. Die Stadt erstreckt sich über eine Fläche von 22,61 km² und ist das Zentrum der Lake Prairie Township.
Nachbarorte sind von Pella sind Killduff (26,3 km nördlich), New Sharon (28 km ostnordöstlich), Oskaloosa (28,8 km südöstlich), Harvey (16,8 km südlich), Knoxville (22,5 km südwestlich) und Otley (13,3 km nordwestlich).
Die nächstgelegenen größeren Städte sind die Twin Cities (Minneapolis und St. Paul) in Minnesota (455 km nördlich), Rochester in Minnesota (347 km nordnordöstlich), Waterloo (166 km nordöstlich), Cedar Rapids (168 km ostnordöstlich), Iowas frühere Hauptstadt Iowa City (139 km östlich), die Quad Cities in Iowa und Illinois (239 km in der gleichen Richtung), Chicago in Illinois (507 km ebenfalls östlich), Peoria in Illinois (354 km ostsüdöstlich), Illinois’ Hauptstadt Springfield (410 km südöstlich), St. Louis in Missouri (478 km in der gleichen Richtung), Columbia in Missouri (319 km südsüdöstlich), Kansas City in Missouri (342 km südsüdwestlich), Nebraskas Hauptstadt Lincoln (377 km westsüdwestlich), Nebraskas größte Stadt Omaha (280 km westlich), Iowas Hauptstadt Des Moines (68,9 km westnordwestlich) und Sioux City (368 km in der gleichen Richtung).

## Verkehr
Der vierspurig ausgebaute Iowa Highway 163 führt als Umgehungsstraße des Zentrums von Pella durch die südliche Peripherie der Stadt. Der alte IA 163 verläuft als Hauptstraße durch das Stadtzentrum. Alle weiteren Straßen sind untergeordnete Landstraßen, teils unbefestigte Fahrwege sowie innerörtliche Verbindungsstraßen.
Mit dem Pella Municipal Airport befindet sich am westlichen Stadtrand ein kleiner Flugplatz für die Allgemeine Luftfahrt. Der nächste Verkehrsflughafen ist der 75 km westnordwestlich gelegene Des Moines International Airport.

## Geschichte

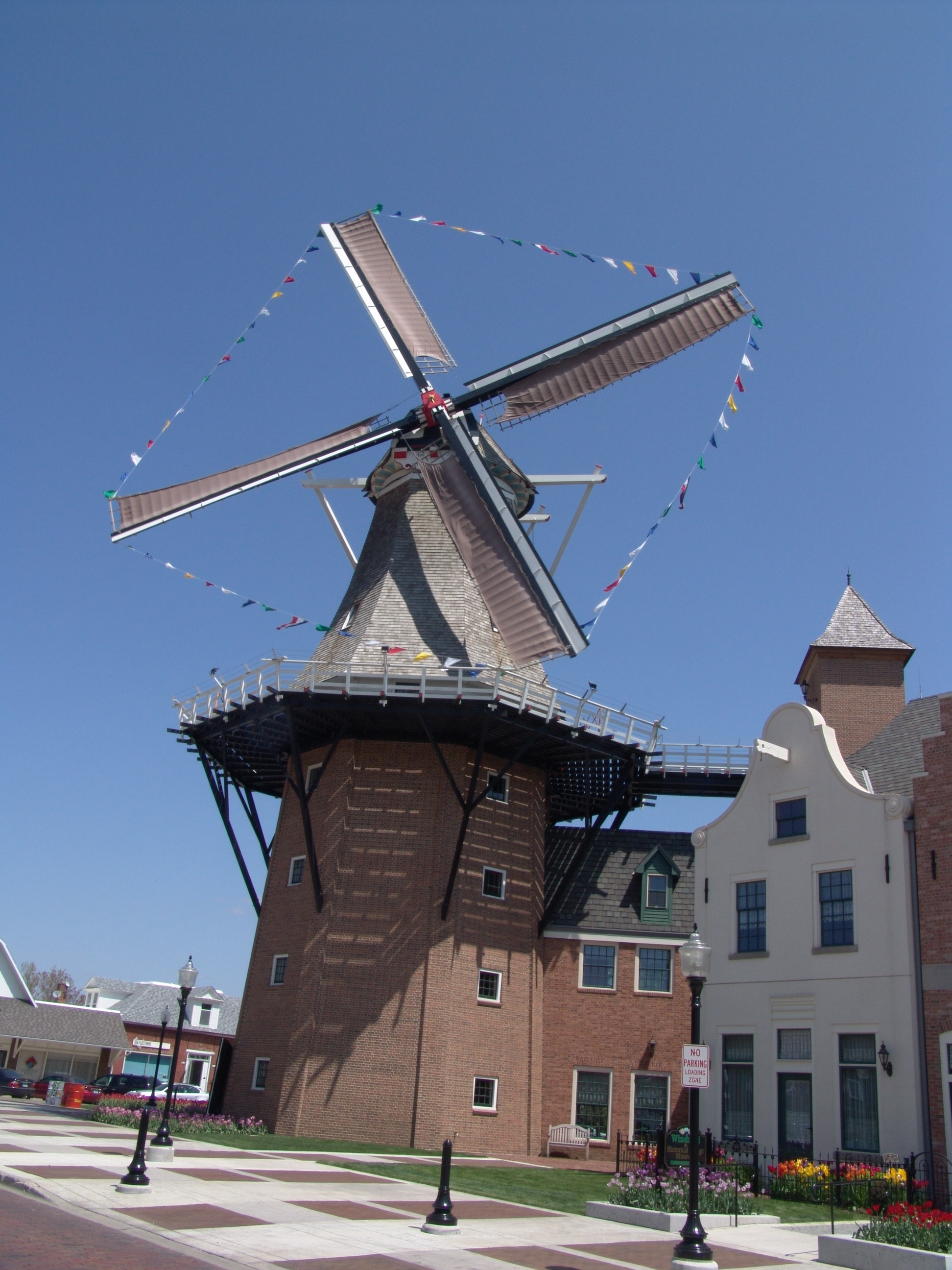
Vermeer Mill in Pella

Im Jahr 1847 wurde Pella von 800 niederländischen Einwanderern gegründet. Der Name des Ortes ist an das antike Pella im Jordantal angelehnt, der Zufluchtsort für Christen aus der ersten Christen.
Pella war zeitweise die Heimat des Abenteurers Wyatt Earp, dessen Familie hier eine Farm besaß.
Im Jahr 1868 wurde die Siedlung als selbstständige Gemeinde inkorporiert.
Das niederländische Erbe ist in Pella auch heute noch allgegenwärtig. Neben der an die Niederlande erinnernden Architektur in der Stadt und den oft niederländisch klingenden Familiennamen eines Großteils seiner Bewohner findet hier alljährlich ein Tulpenfestival statt.

## Bevölkerung
Nach der Volkszählung im Jahr 2010 lebten in Pella 10.352 Menschen in 3735 Haushalten. Die Bevölkerungsdichte betrug 457,9 Einwohner pro Quadratkilometer. In den 3735 Haushalten lebten statistisch je 2,4 Personen.
Ethnisch betrachtet setzte sich die Bevölkerung zusammen aus 95,0 Prozent Weißen, 0,7 Prozent Afroamerikanern, 0,2 Prozent amerikanischen Ureinwohnern, 0,3 Prozent Asiaten sowie 0,3 Prozent aus anderen ethnischen Gruppen; 1,4 Prozent stammten von zwei oder mehr Ethnien ab. Unabhängig von der ethnischen Zugehörigkeit waren 1,7 Prozent der Bevölkerung spanischer oder lateinamerikanischer Abstammung.
22,3 Prozent der Bevölkerung waren unter 18 Jahre alt, 61,3 Prozent waren zwischen 18 und 64 und 16,4 Prozent waren 65 Jahre oder älter. 52,3 Prozent der Bevölkerung waren weiblich.
Das mittlere jährliche Einkommen eines Haushalts lag bei 59.059 USD. Das Pro-Kopf-Einkommen betrug 25.868 USD. 7,7 Prozent der Einwohner lebten unterhalb der Armutsgrenze.

## Bekannte Bewohner
- Wyatt Earp (1848–1929) – Abenteurer – wuchs auf einer Farm nahe Pella auf
- Morgan Earp (1851–1882) – Abenteurer – geboren und aufgewachsen auf einer Farm nahe Pella
- Cyrenus Cole (1863–1939) – republikanischer Abgeordneter des US-Repräsentantenhauses (1921–1933) – geboren, aufgewachsen sowie beigesetzt in Pella
- William Leighton Carss (1865–1931) – Abgeordneter der Farmer-Labor Party of Minnesota im US-Repräsentantenhaus (1919–1921, 1925–1929) – geboren in Pella
- John Hospers (1918–2011) – Philosoph – geboren und aufgewachsen in Pella
- Bert Bandstra (1922–1995) – demokratischer Abgeordneter des US-Repräsentantenhauses (1965–1967) – lebte in Pella und ist hier beigesetzt
- Joe Martin (* 1970) – Musiker des Modern Jazz – aufgewachsen in Pella